# Évêque d'Argyll
Ne doit pas être confondu avec Diocèse catholique d'Argyll et des Îles ou Diocèse épiscopalien d'Argyll et des Îles.

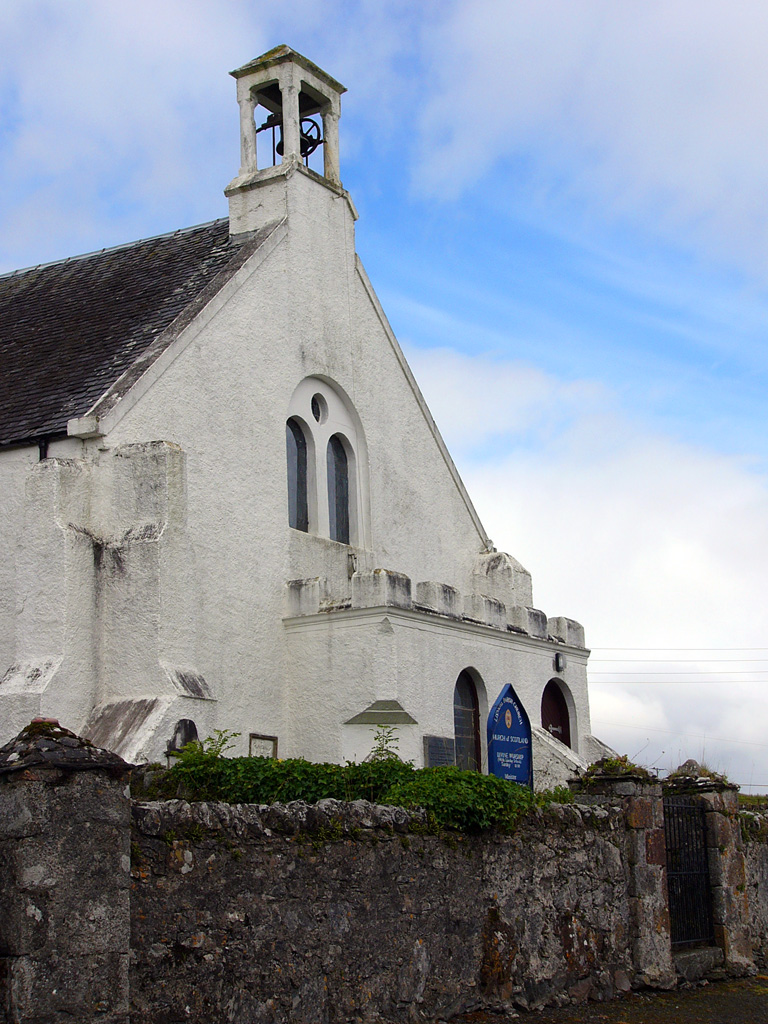
La.

L'évêque d'Argyll, ou évêque de Lismore, est un ancien prélat écossais. Il était responsable du diocèse d'Argyll, dans le nord-ouest de l'Écosse.

## Histoire
Le premier évêque d'Argyll connu est Harald, attesté vers 1200. Son diocèse correspond à la partie occidentale du diocèse de Dunkeld. Son siège est situé sur l'île de Lismore.
Après la Réforme écossaise, l'évêché d'Argyll continue à exister, mais il dépend dès lors de l'Église d'Écosse. Il est définitivement aboli en 1690, comme tous les autres évêchés de cette Église.

## Liste des évêques d'Argyll

### Jusqu'à la Réforme
- vers 1200 – vers 1230 : Harald
- vers 1238 – 1241 : Guillaume
- vers 1252 – 1262 : Alain
- 1264-1299 : Laurence de Ergadia (en)
- 1301 – vers 1327 : André
- 1342 – ? : Aonghas de Ergadia
- 1342-1362 : Martin de Ergadia
- 1387-1390 : Iain MacDhùghaill
- 1397-1411 : Beoan MacGilleandrais
- ? – 1420 : John Balsham
- 1420-1426 : Finlay de Albania
- 1427-1461 : George Lauder (en)
- 1475 – vers 1494 : Robert Colquhoun
- 1497 – vers 1522 : David Hamilton (en)
- 1525 – vers 1535 : Robert Montgomery
- 1539-1553 : William Cunningham
- 1530-1560 : James Hamilton (en)

### Après la Réforme
- 1560-1580 : James Hamilton (en)
- 1580-1608 : Neil Campbell (en)
- 1611-1613 : John Campbell (en)
- 1613-1636 : Andrew Boyd (en)
- 1637-1638 : James Fairlie
- 1638-1660 : épiscopat aboli
- 1662-1665 : David Fletcher
- 1665 : John Young
- 1666-1675 : William Scrogie
- vers 1675 – 1679 : Arthur Rose (en)
- 1679-1680 : Colin Falconer (en)
- 1680-1687 : Hector MacLean
- 1688-1689 : Alexander Monro (en)